# Sébastien Sansoni
Sébastien Sansoni (Marsiglia, 30 gennaio 1978) è un ex calciatore ed ex giocatore di beach soccer francese, di ruolo difensore.
Nel 2005 ha fatto parte della Nazionale di beach soccer della Francia.